# Pegrema

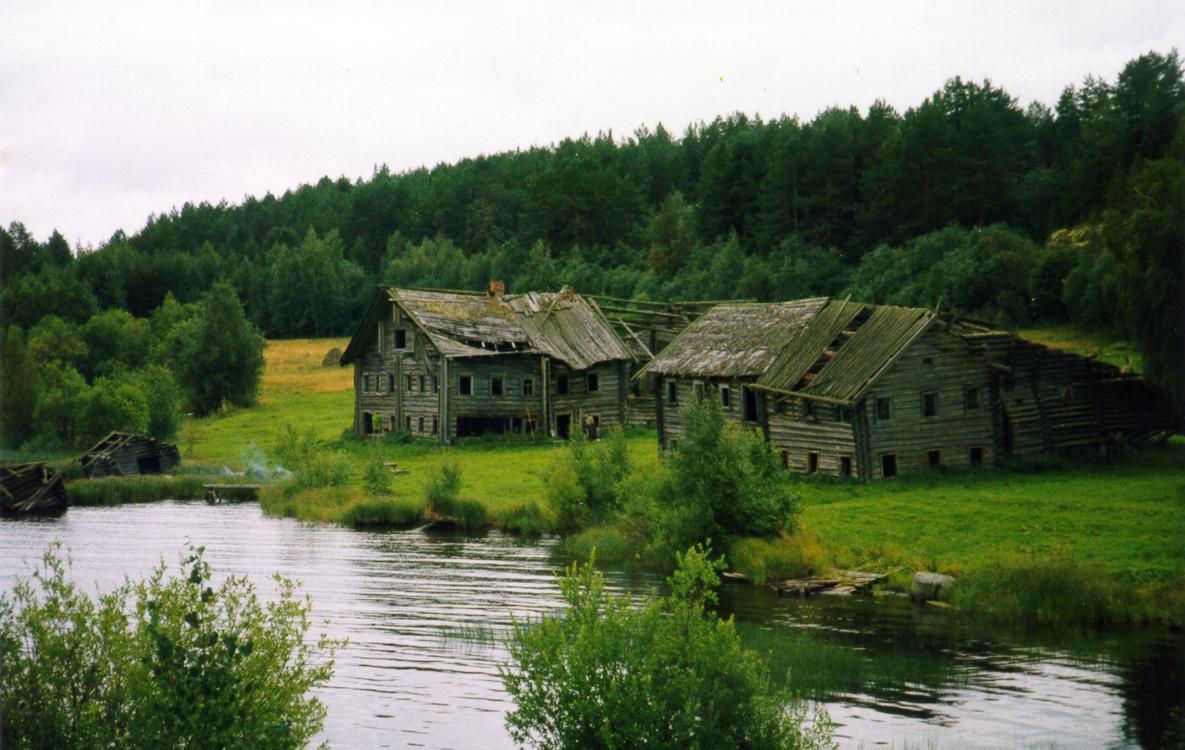
Casas abandonadas em Pegrema

Pegrema é um aldeia localizada no distrito de Medvezhyegorsky, um pequeno distrito da República da Carélia, na Rússia. As margens do Lago Onega, a aldeia esta abandonada deste a Revolução Russa, no início do século XX. Suas casas de madeiras, assim como uma capela construída em 1770, estão intactas, tornando-se uma cidade ou aldeia fantasma.